# Sean Gismonte
Sean Gismonte (d. 2000), interpretat de Chris Tardio, este un personaj fictiv în seria televizată distribuită de HBO, Clanul Soprano. 
După ce devine asociat de-al lui Christopher Moltisanti împreună cu Matthew Bevilaqua, Gismonte devine nemulțumit cu statutul său doar de „asociat” al familiei mafiote DiMeo, iar astfel pune la cale o „lovitură” asupra lui Moltisanti împreună cu Bevilaqua. Astfel în urma unui foc de arme, Moltisanti este grav împușcat reușind totuși să-l ucidă pe Gismonte. Bevilaqua reușește să fugă de la fața locului.